# カーリー・フーバー

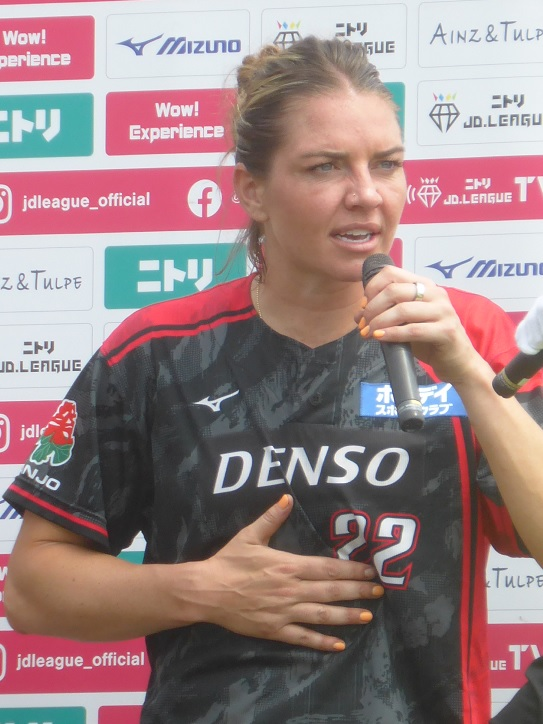
MWPインタビューにて (2024年4月)

カーリー・ジョーダン・フーバー（Carley Jordan Hoover、1995年2月9日 - ）は、アメリカ合衆国サウスカロライナ州クレムソン出身の女子ソフトボール選手（投手）。日本精工ブレイブベアリーズ所属。ソフトボールアメリカ代表。

## 経歴
8歳の時にソフトボールを始めた。
高校卒業後、スタンフォード大学（スタンフォード・カーディナル）に進学。1年後にルイジアナ州立大学（LSUタイガース）に転籍した。ルイジアナ州立大学では、通算71勝30敗、防御率1.74、754奪三振、66完投などの成績を残したほか、WCWSにも3回（2015年-2017年）出場した。
大学時代にアメリカ代表にも選出されており、2016年-2018年にかけてUSAワールドカップやジャパンカップなどの国際大会に出場している。
2018年のNPFドラフト2巡目（全体9位）でクリーブランド・コメッツから指名を受けたが入団しなかった。
2019年、日本リーグ（現JDリーグ）のデンソーブライトペガサスに入団。1年目からチームの大黒柱として活躍。4年目の2022年シーズンにはリーグ最多の26試合に登板して、18勝6敗（リーグ最多勝）、投球回数152.0（リーグ1位）、奪三振198（リーグ1位）、防御率1.66（東地区2位）の成績を残し、東地区のベストナイン（投手）に選ばれた。

## 選手としての特徴
JDリーグを代表する剛腕投手。ソフトボールマガジンが実施した「選手が選ぶ何でもランキング」の速球投手部門で1位に選ばれており、「5mくらいから投げられている感覚」、「速過ぎてバットが折れそう」、「ナイターでは、ほぼ見えない」などと評されている。

## 人物・エピソード
父は陸上競技選手、母はバレーボール選手で、ともに大学時代に全米代表を経験している。母のジョリーン・フーバー（Jolene Hoover）は、1985年に神戸で開催されたユニバーシアードのアメリカ代表メンバーであった。カーリー・フーバー自身も高校時代まではソフトボールの他にバレーボールとバスケットボールをプレーしており、各競技で州代表・地域代表メンバーなどに選出されている。
尊敬するスポーツ選手として、元ニューヨーク・ヤンキース投手のマリアノ・リベラの名前をあげている。

## 詳細情報

### JDリーグ個人表彰
- 2022年 - [東]最多勝利投手賞（18勝）、[東]ベストナイン（投手）、Most Wow! Player of the Year[注 6]

### 背番号
- 22（2019 - ）